# Templo de Afrodita (Dodona)
El Templo de Afrodita (en griego: Ναός της Αφροδίτης στη Δωδώνη) era un templo griego dedicado a Afrodita en antigua ciudad de Dodona, Grecia. Estaba situado en la parte suroeste del área del santuario de Dodona cerca del Templo de Temis.
El Templo de Afrodita de Dodona fue construido en el período clásico griego o en el período helenístico, según los mitos locales. En el período helenístico, el templo estaba dedicado a Afrodita Eneida, asociada con Eneas y Troya. Esto también fue favorecido por los reyes molosos de Epiro, que se consideraban de origen troyano. El rey Pirro trajo el culto a Dodona desde la ciudad siciliana de Segesta.
Era de estilo dórico y su tamaño era de unos 8,5 × 4,7 m. El templo tenía dos columnas al final y tenía un pronaos y una cella. Cerca del templo se han encontrado numerosas estatuas en miniatura que representan a Afrodita, con las que se ha identificado el edificio.